# Port lotniczy Batouri
Port lotniczy Batouri – krajowy port lotniczy zlokalizowany w kameruńskim mieście Batouri.